# Curtis T. McMullen
Curtis T. McMullen, född 21 maj 1958 i Berkeley, Kalifornien, USA, är en amerikansk matematiker och mottagare av Fieldspriset 1998. Han är professor i matematik vid Harvard universitet, där han även doktorerade 1985. Han har vunnit internationellt erkännande genom sina arbeten om komplex dynamik, hyperbolisk geometri och Teichmüllerteori.

## Biografi
McMullen tog kandidatexamen som valedictorian 1980 vid Williams College och tog sin doktorsexamen 1985 vid Harvard University under handledning av Dennis Sullivan. Han innehade postdoktorala befattningar vid Massachusetts Institute of Technology, Mathematical Sciences Research Institute och Institute for Advanced Study, varefter han arbetade på fakulteten vid Princeton University (1987–1990) och University of California, Berkeley (1990–1997), innan han började på Harvard 1997. McMullen var föreståndare för Harvard Mathematics Department från 2017 till 2020. Han var doktorandrådgivare till Maryam Mirzakhani som vann Fieldsmedaljen som den första kvinnan i historien.